# 한국의 상고시대 문화
한국의 상고시대 문화는 한민족이 민족 문화를 처음으로 형성해 가는 시기의 문화를 일컫는다.

## 개요
상고시대는 한국의 민족 문화가 태동(胎動)하여 형성되어 가는 맹아기(萌芽期)라고 할 수 있다. 처음으로 한국 문학이 한국 고유의 정서를 간직하면서 출발한 처녀시대(處女時代)로, 태고 이래 민족의 이동에 따른 다른 민족과의 문화 교류가 시작되기 전 곧 외래문화의 영향이 희박하던 문화의 출발기이다. 물론 미미한 외래문화의 침입이 있다 하더라도 토착적(土着的)인 고유문화 속에 이를 충분히 살려 외래문화를 주체적으로 소화할 여유가 있었다.
상고시대의 한민족은, 동북으로 만주 및 동 시베리아·연해주(沿海州) 일대 그리고 서북으로는 랴오둥반도(요동반도; 중국어 간체자: 辽东半岛, 정체자: 遼東半島, 병음: Liáodōng)에까지 그 판도가 미치고 있었다. 비옥한 토지와 아름다운 풍광(風光), 무궁한 자원(資源)을 갖춘 땅, 그리고 사계가 뚜렷한 온화한 기후 속에서 생활한 상고시대의 한민족은 평화롭고 슬기로운 민족성을 형성하면서, 특히 예술에 대한 뛰어난 관심과 재질을 발휘했다.
오늘날 각처에 남아 있는 고대의 유물을 통해 볼 때, 선사시대에 한민족이 한반도에 이주하게 된 것은 대략 신석기 시대라고 한다. 석기 시대의 유물로는 대개 석촉(石鏃)·석검(石劍) 등의 돌로 만든 생활 도구, 흙으로 만든 토기(土器), 골각(骨角)으로 만든 기명(器皿) 등이 전하고 있다. 원시인들은 이러한 도구로 수렵(狩獵)·어로(漁撈) 생활을 하면서 불을 발명함과 함께 차츰 유동적 생활에서 농경 생활로 정착하기에 이르렀다.
그들의 생활 도구도 돌에서 쇠붙이로 발전하여 금석 병용과 함께 금속 문화 시대를 이루게 된다. 석기와 금속기는 고대인의 정교(精巧)하고 강인한 생활 감정을 그대로 보여주고 있다.
문헌의 기록을 통한 상고시대인의 문화 생활도 매우 뛰어났음을 알 수 있다. 예컨대 부여(扶餘)의 금은(金銀) 장식, 예족(濊族)의 은화(銀花) 장식, 옥저(沃沮)에서 사용한 금화(金貨), 고조선(古朝鮮)의 옥(玉) 등이 그것이다.
특히 음악 부문에서 가야금을 가야국(伽耶國)의 가실왕(嘉實王)이 만들었다는 기록이 있는데, 실은 그보다 앞선 변한(弁韓) 시대부터 있어 왔고, 《삼국사기》 제32권 악현금조(樂玄琴條)의 기록을 통해 고대(古代)부터 현금이 있어 왔음을 알 수 있다. 악기 가운데 일찍이 현악기인 공후가 발명되었고, 이것은 앞서 발달된 궁술(弓術)에서 연유되었음을 알 수 있다.
고대 한민족은 이러한 문화의 배경 아래 종교적 제전(祭典), 정치적 의식(儀式), 기타 집단 노동과 오락을 통해 가무(歌舞)를 즐기게 되었다. 이렇게 음악·무용·시가 등에 동시적 그리고 종합적으로 이루어진 원시 종합 예술의 형태가 오랫동안 존속해 온 것이다. 요컨대 음악·무용·시가 등이 한데 어울린 종합 예술에서 차츰 전문적이고 독립적인 분화(分化)가 이루어져 문학 형태가 이루어진 것은 필연적이었다.
이를테면 무용에서는 그 표정과 동작의 면이 연극으로, 가사(歌詞)가 분리되어 시가 되었고, 가사의 반주는 음악이 된 것이다. 이렇게 분화·독립된 문학(시가)은 처음 구송으로 전승된 구비 문학(口碑文學)이 되었다가, 문자의 사용으로 기록적인 본격문학(本格文學)이 형성되었다.

## 자연 숭배
한반도를 중심으로 만주에 걸쳐 고대 한국인이 최초로 정착 문화를 이룩한 것은 대략 기원전 2천 년 내지 3천 년경으로 추정되고 있다. 혈연적 씨족 사회와 채집 경제의 단계에 있었던 원시인은 상호 교섭이 없는 폐쇄된 생활공간에서 공동체적인 생활을 영위하였다.
이와 같은 미분화된 생활 단계에 있던 원시인에게 자연은 공포와 외경의 대상이었다. 애니미즘·토테미즘 등 원시 사상의 출발점이 바로 자연 숭배 사상인 것이다.